# Cyphon bicolor
Cyphon bicolor is een keversoort uit de familie moerasweekschilden (Scirtidae). De wetenschappelijke naam van de soort werd in 1853 gepubliceerd door John Lawrence LeConte.